# Raulcortesia
Raulcortesia is een vliegengeslacht uit de familie van de roofvliegen (Asilidae).

## Soorten
- R. lanosus (Artigas, 1970)